# Nemek harca (játékelmélet)
A nemek harca elnevezésű dilemma a játékelméleti alapjátszmák egyike. Kétszereplős koordinációs játékról van szó, amely egy házaspár döntési helyzetét modellezi.

## Alaphelyzet
Az alaphelyzet szerint egy házaspár mindkét tagja szeretné az estét a párjával együtt tölteni, de a feleség (példánkban Anna) színházba menne szívesebben, a férj (Bence) pedig inkább futballmeccsre. Döntésüket a játszma szerint külön hozzák meg, tehát egymás döntéseiről nem tudnak.

## Lehetőségek
Anna 4 pontot nyerhet akkor, ha férje kooperál, és lemondva a meccsről, vele együtt színházba megy, bár Bence így csak 2 pontot szerez. Ha Anna kooperál, és férje hűtlen (a hűtlenség terminus a játékelméletben a kooperáció ellentéte), tehát kitart a focimeccs mellett, akkor Anna 2, míg Bence 4 pontot szerez. Érdekes, de nem meglepő módon legrosszabbul abban az esetben járnak, ha mindketten kooperálnak. Ennél valamennyivel jobb a helyzet akkor, ha mindketten hűtlenek – hiszen így legalább ott töltik az estét, ahol eredetileg szerették volna.
|                      | Anna színházba megy  | Anna meccsre megy    |
| -------------------- | -------------------- | -------------------- |
| Bence színházba megy | A: 4 pont, B: 2 pont | A: 0 pont, B: 0 pont |
| Bence meccsre megy   | A: 1 pont, B: 1 pont | A: 2 pont, B: 4 pont |

## Eredmény
A táblázatból jól látható, hogy több szempont is szerepet játszik a pontok szerzésénél. Nem elég, hogy a házastársak a maguk által preferált programra mennek el, fontos az együttlét is. Tehát a feleség elmegy ugyan színházba egyedül, férje nélkül mégsem érzi magát olyan jól, így csak egy pontot szerez (ahogy férje is). Ha pedig külön is töltik az estét, és más helyen is, mint szeretnék – akkor mindketten 0 pontot szereznek.
A lehető legrosszabb variáció tehát a kölcsönös kooperálás (sárga mező), ezért a felek ezt felmérve, és ennek megfelelően racionálisan döntve a hűtlenséget fogják választani (zöld mező), vagyis mindketten a saját elképzelésük szerint fogják alakítani estéjüket.

## Lásd még
- Fogolydilemma
- Nash-egyensúly